# باتلاق کوک
باتلاق کوک یک مکان باستان‌شناسی در گینه نو است که در دره واجی و در ارتفاعات قرار دارد. باتلاق در یک حوضه دریاچه سابق شکل گرفته‌است و توسط یک مخروط افکنه یا ذخایر مواد انتقال یافته آب پر شده‌است. شواهد باستان‌شناسی برای سیستم‌های زهکشی اولیه نشان می‌دهد که در اینجا کشاورزی از حدود ۹۰۰۰ سال پیش آغاز شده‌است. این شواهد شامل خندق‌های زهکشی اصلی است که برای تبدیل این منطقه به یک چمنزار انسان‌شناسی مورد استفاده قرار گرفت. تارو زراعی بومی در اینجا پرورش یافته‌است.
علاوه بر این، شواهدی از کشت موز و نیشکر یافت شده‌است که تخمین زده می‌شود ۶٬۹۰۰–۶٬۴۰۰ سال پیش آغاز شده‌است. این مکان در سال ۲۰۰۸ توسط یونسکو به عنوان میراث جهانی شناخته شد. این یکی از مکانهای در جهان بوده‌است که مردم به‌طور مستقل کشاورزی را توسعه می‌دادند.